# 圩塘汽渡

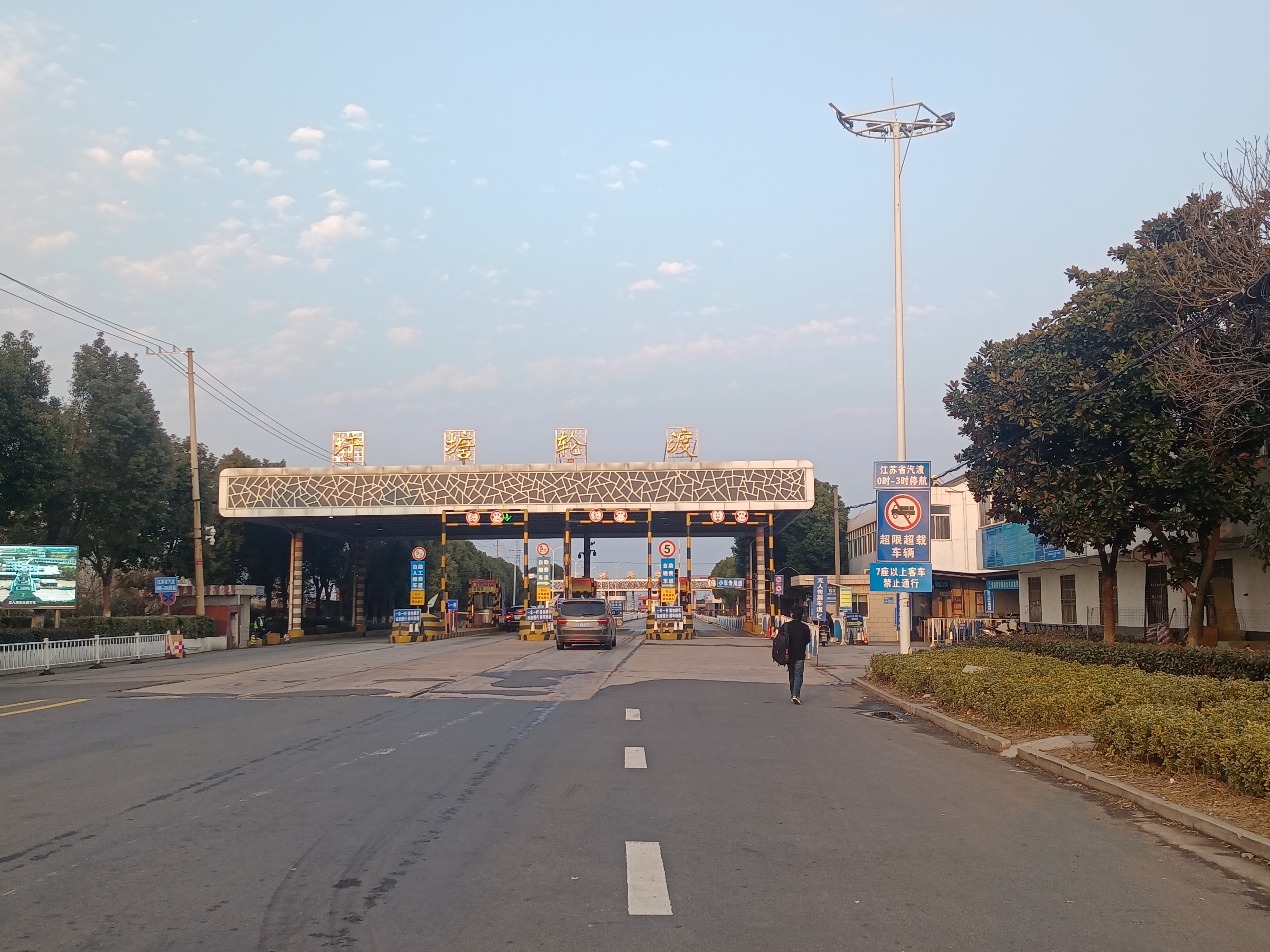
圩塘汽渡收费口

圩塘汽渡位于中国江苏省长江下游的一段水道，是一条连接常州与泰兴的水上通道。汽渡于1986年11月开工建设，1987年10月竣工，并于同月11日正式运营。目前该水道隶属于504省道管理。